# Hemarthria
Hemarthria R.Br. é um género botânico pertencente à família Poaceae.

## Sinônimo
- Lodicularia P.Beauv